# سسنا اسکای‌مستر
سسنا اسکای‌مستر (به انگلیسی: Cessna Skymaster) یک هواگرد ساختِ کارخانهٔ سسنا در کشور ایالات متحده آمریکا است که در سال ۱۹۶۳-۱۹۸۲ ساخته شد. این هواگرد برای نخستین بار در ۱۹۶۱ میلادی مورد استفاده قرار گرفت.